# Portogruaro Calcio
El Portogruaro Calcio es un club de fútbol de Italia, con sede en Portogruaro, en la región del Véneto. Fue fundado en 1919 y refundado en 1990 y 2013. Compite en la Serie D, cuarta categoría del fútbol italiano.

## Palmarés

### Torneos interregionales
- Lega Pro Prima Divisione (1): 2009-10 (Grupo B)
- Serie D (1): 2003-04 (Grupo C)

### Torneos regionales
- Prima Divisione Veneto (1): 1945-46 (Grupo B)
- Eccellenza Veneto (3): 1995-96 (Grupo B), 1997-98 (Grupo B), 2021-22 (Grupo C)
- Promozione Veneto (2): 1992-93 (Grupo D), 2018-19 (Grupo D)